# Jezioro Tasmana
Jezioro Tasmana – położone jest na Wyspie Południowej w Nowej Zelandii, znajduje się w granicach Parku Narodowego Góry Cooka.